# Митчелл, Роберт (легкоатлет)
Роберт Митчелл (англ. Robert Mitchell; род. 14 сентября 1980) — британский валлийский легкоатлет, специалист по прыжкам в высоту. Выступал на профессиональном уровне в 1999—2014 годах, победитель и призёр первенств национального значения, действующий рекордсмен Уэльса на открытом стадионе и в помещении, участник Игр Содружества 2002 года в Манчестере и 2006 года в Мельбурне.

## Биография
Роберт Митчелл родился 14 сентября 1980 года. Занимался лёгкой атлетикой в городе Хемел-Хемпстед.
Впервые заявил о себе в лёгкой атлетике на международном уровне в сезоне 1999 года, когда вошёл в состав британской сборной и выступил на юниорском европейском первенстве в Риге, где в зачёте прыжков в высоту занял итоговое седьмое место.
В 2001 году стал четвёртым на Кубке Европы в Бремене, шестым на молодёжном европейском первенстве в Амстердаме, тогда как на соревнованиях в Бедфорде установил ныне действующий рекорд Уэльса в прыжках в высоту на открытом стадионе — 2,25 метра.
В 2002 году представлял Уэльс на Играх Содружества в Манчестере, с результатом 2,15 закрыл десятку сильнейших.
В 2005 году превзошёл всех соперников на зимнем чемпионате Великобритании в Шеффилде.
На Играх Содружества 2006 года в Мельбурне в финале вновь взял высоту в 2,15 метра, расположившись в итоговом протоколе на седьмой строке.
В 2007 году получил серебро на зимнем чемпионате Великобритании в Шеффилде.
В 2009 году на зимнем чемпионате Уэльса в Кардиффе установил ныне действующий национальный рекорд страны в прыжках в высоту в закрытых помещениях — 2,24 метра. Позднее на зимнем чемпионате Великобритании в Шеффилде взял бронзу.
Завершил спортивную карьеру по окончании сезона 2014 года.